# Anton von Bühler

Anton von Bühler (ca. 1886)

Anton Bühler, 1910 nobilitiert als von Bühler (* 2. Januar 1848 in Hauerz; † 1. Januar 1920 in Tübingen) war ein deutscher Forstwissenschaftler und Hochschullehrer.

## Leben
Anton Bühler war ein Sohn des Revierförsters Franz Joseph Bühler und dessen Ehefrau Cecilia, geb. Lürz. Er studierte ab 1867 Rechts- und Staatswissenschaften an der Universität Tübingen, ab 1868 an der Landwirtschaftlichen Hochschule in Hohenheim. Im Herbst 1869 bestand er die erste, 1872 die zweite forstwissenschaftliche Dienstprüfung. 1872 bis 1879 war er Forstreferendar und Assistent an der Landwirtschaftlichen Hochschule in Hohenheim. 1873 wurde er mit der Arbeit Der  Einfluß der Produktion von fossiler Kohle und der Eisenbahn auf die Forstwirtschaft zum Dr. oec. publ. promoviert.
1879 wurde Bühler Förster in Baindt, 1882 ordentlicher Professor für Forstwirtschaft am Eidgenössischen Polytechnikum in Zürich, 1896 ordentlicher Professor für Forstwirtschaft an der Universität Tübingen (emeritiert 1919). Zugleich war er von 1902 bis 1920 Leiter der Württembergischen Forstlichen Versuchsanstalt.
Er ist der Vater von Ottmar Bühler.

## Auszeichnungen
- Ehrenkreuz des Ordens der Württembergischen Krone, verbunden mit dem persönlichen Adel (1910)

## Veröffentlichungen (Auswahl)
- Über den Einfluß des Mineralkohlen-Bergbaus auf die Forstwirthschaft. Eine statistische Studie (= Monatsschrift für das Forst- und Jagdwesen, Supplemente, Bd. 4). Schweizerbart, Stuttgart 1874.
- Der Wald in der Culturgeschichte. Vortrag, gehalten am 5. Februar 1885. Schwabe, Basel 1885.
- Beiträge zur schweizerischen Forststatistik. Wyss, Bern 1887.
- Die Hagelbeschädigungen in Württemberg während der 60 Jahre 1828 - 1887. Kohlhammer, Stuttgart 1890.
- Forstpolitik. Als Manuskript gedruckt. Tübingen 1897.
- Studie über die Baumgrenze im Hochgebirge. Wyss, Bern 1898.
- Die Benützung des Bodens in Württemberg nach der Aufnahme vom Jahr 1893. Kohlhammer, Stuttgart 1901.
- Forstliche Produktionslehre II (= Loreys Handbuch der Forstwissenschaft, Bd. 2). 2. Aufl. Laupp, Tübingen 1903.
- (Mitarbeit): Hermann Fürst (Hrsg.): Illustriertes Forst- und Jagdlexikon. 2. Aufl. Parey, Berlin 1904.
- Untersuchungen über die Bildung von Waldhumus. Ergebnisse der im Jahre 1906 in Stuttgart veranstalteten Humusausstellung. Ulmer, Stuttgart 1910.
- Wald und Jagd zu Anfang des 16. Jahrhunderts und die Entstehung des Bauernkriegs. Rede gehalten am Geburtstagsfest Seiner Majestät des Königs am 25. Februar 1911. Mohr, Tübingen 1911.
- Der Waldbau nach wissenschaftlicher Forschung und praktischer Erfahrung. Ein Hand- und Lehrbuch. Zwei Bände. Ulmer, Stuttgart 1918/1922.

## Belege
1. ↑  Immo Eberl, Helmut Marcon (Bearb.): 150 Jahre Promotion an der Wirtschaftswissenschaftlichen Fakultät der Universität Tübingen. Biographien der Doktoren, Ehrendoktoren und Habilitierten 1830-1980 (1984). Stuttgart 1984, S. 11 (Nr. 36).

| Personendaten    | Personendaten                  |
| ---------------- | ------------------------------ |
| NAME             | Bühler, Anton von              |
| ALTERNATIVNAMEN  | Bühler, Anton; Bühler, von     |
| KURZBESCHREIBUNG | deutscher Forstwissenschaftler |
| GEBURTSDATUM     | 2. Januar 1848                 |
| GEBURTSORT       | Hauerz                         |
| STERBEDATUM      | 1. Januar 1920                 |
| STERBEORT        | Tübingen                       |